# Detetive particular

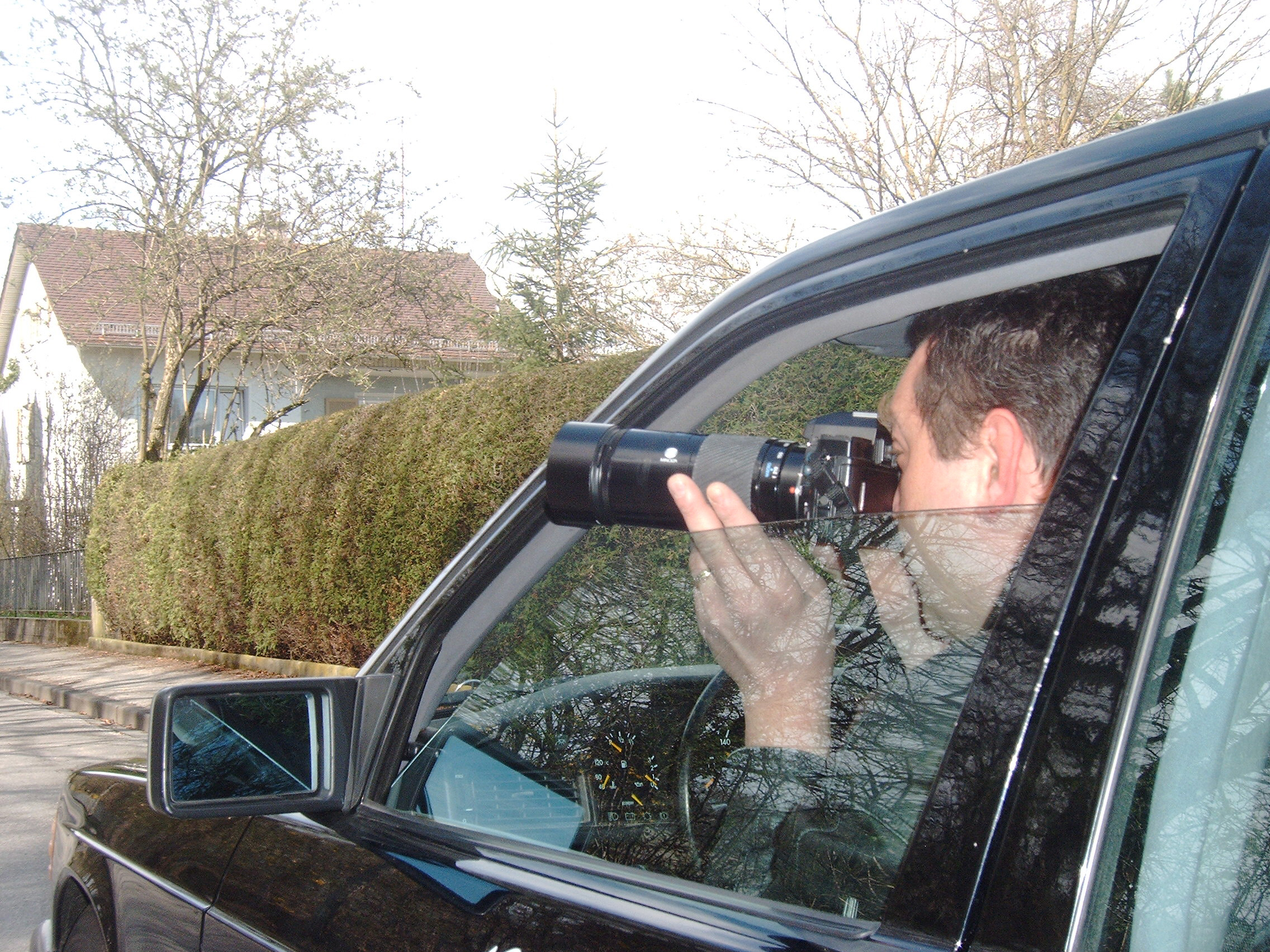
Detetive particular trabalhando.

Um detetive particular (AO 1945: detective particular) ou detetive profissional é um tipo de detetive que é contratado por indivíduos ou empresas para realizar serviços de investigação, monitoramento, localização de pessoas e animais entre outras. Geralmente trabalham para advogados em casos civis.

## Brasil
No Brasil, a Lei n° 13.432/2017 de 11 de abril de 2017 dispõe sobre o exercício da profissão de detetive particular com as competências de planejar e executar coleta de dados e informações de natureza não criminal, para o esclarecimento de assuntos e interesse privado do contratante. Embora a lei em vigor não traga a exigência sobre o nível escolaridade, é importante frisar que, o profissional deverá passar no mínimo por curso de formação específica. Além disso, instituições que executam a ministração de curso para formação e qualificação de profissional exigem no mínimo  o ensino médio e bons antecedentes, algumas universidades conseguiram lançar curso superior a nível tecnólogo.
Vale ressaltar que, embora o Detetive profissional não seja um Investigador de Polícia, o art. 5º da mesma lei acima supramencionada, possui ressalvas para que o Detetive Particular efetue uma colaboração com investigação policial em curso, isso logicamente, exige a autorização expressa do contratante, assim como também, do delegado responsável pela investigação criminal em vigor, o qual poderá admiti-la ou rejeitá-la a qualquer tempo.
A grande maioria das vezes, os trabalhos são realizados a nível de assessoramento, ficando a critério do contratante, a tomada de decisão.
A lei anterior, de dezembro de 1957 sob o nº. 3.099, determinava as condições para o funcionamento de estabelecimento de informações reservadas ou confidenciais, comerciais ou particulares.

## Outros países

### EUA
Os investigadores privados nos Estados Unidos podem ou não ser licenciados ou registados pela autoridade de licenciamento estatal ou pela polícia do estado em que se encontram. O licenciamento varia de estado para estado e pode ir de: a) não é necessária qualquer licença estatal; b) é necessária uma licença comercial municipal ou estadual (por exemplo, cinco estados (Idaho, Alasca, Missississippi, Dakota do Sule Wyoming); c) antes da necessidade de vários anos de experiência e de aulas e testes de formação relacionados com o licenciamento (como no caso da Virgínia, Virgínia Ocidental e Califórnia).